# Cartiere din Iași

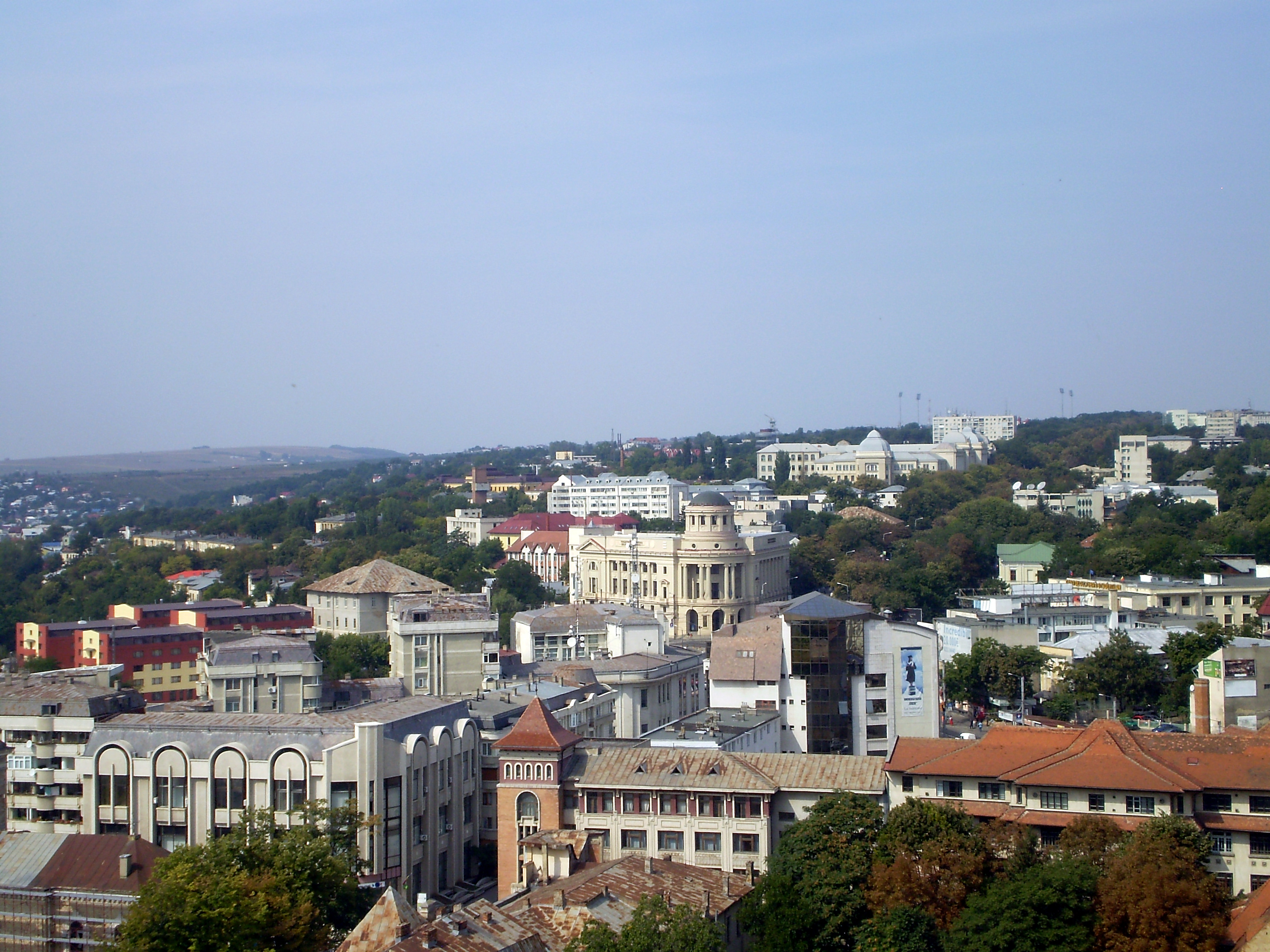
Vedere dinspre zona centrală către cartierul Copou. Limita sa inferioară este consideră a fi Palatul Fundațiunii Universitare „Regele Ferdinand I”, care adăpostește Biblioteca Centrală Universitară din Iași și British Council.

Municipiul Iași e compus din mai mult de 30 de cartiere, însă, din cauza limitelor nestabilite clar, numărul acestora poate scădea sub sau depăși acest număr. Spre exemplu, cartierul Podu de Fier poate fi văzut ca fiind de sine stătător sau ca aparținând de cartierul Moara de vânt, iar zona sau cartierul Bucșinescu de cartierul Tudor Vladimirescu. De asemenea, ca urmare a delimitării neclare, unele străzi pot fi tratate ca aparținând de cartiere diferite, ca, de exemplu, Aleea Rozelor, ce poate fi văzută ca aparținând atât de Podu Roș, cât și de Nicolina, Iași.
Unele dintre cartierele Iașului, ca Tătărași, erau inițial sate din vecinătatea orașului, care, ulterior, au fost înglobate în acesta, astfel că delimitarea lor se realizeaza mai ușor.
Iașul este singurul oraș din regiunea de dezvoltare Nord - Est al României care dispune de o zonă ce poate fi denumită „cartier cultural”, aceasta suprapunându-se cartierului Copou și Bulevardului Ștefan cel Mare din Centru, Iași.

## Listă
- Nord: Copou, Țicău, Sărărie, Podu de Fier, Agronomie, Târgu Cucu
- Est: Tudor Vladimirescu, Bucșinescu, Tătărași Nord și Sud, Moara de Vânt, Ciurchi, Metalurgie, Aviației, Zona Industrială
- Sud: Baza 3, Bularga, Bucium, Socola, Frumoasa, Manta Roșie, Podu Roș, Dimitrie Cantemir, Țesătura, Nicolina 1 și 2, C.U.G. 1 și 2, Galata 1 și 2, Podu de Piatră, Zona Industrială Sud
- Vest: Mircea cel Bătrân, Alexandru cel Bun, Dacia, Gară, Păcurari, Canta, Păcureț, Moara de Foc

Din anul 2006, municipalitatea a început realizarea a șapte centre de cartier pentru Păcurari, Nicolina, Tătărași, Alexandru cel Bun, Frumoasa, Copou și Centru.

## Obiective turistice
- Monumente istorice și culturale 1. Palatul Culturii – simbolul orașului, cu 4 muzee importante și o arhitectură neogotică impresionantă.  2. Teatrul Național „Vasile Alecsandri” – cel mai vechi teatru național din România, cu un interior spectaculos.  3. Universitatea „Alexandru Ioan Cuza” – prima universitate modernă din România. Clădirea principală merită vizitată.  4. Casa Dosoftei – veche tiparniță, astăzi muzeu literar dedicat culturii vechi moldovenești.  5. Bojdeuca lui Ion Creangă – casa modestă în care a trăit marele povestitor român.
- Biserici și mănăstiri renumite  1. Catedrala Mitropolitană – impunătoare și plină de spiritualitate, aici se află moaștele Sfintei Parascheva.  2. Biserica Trei Ierarhi – o capodoperă a arhitecturii moldovenești, decorată integral în piatră.  3. Mănăstirea Golia – cu turnul său de belvedere și o curte liniștită.  4. Mănăstirea Cetățuia – situată pe un deal, oferă o panoramă frumoasă asupra orașului.  5. Mănăstirea Galata – una dintre cele mai vechi, cu influențe arhitecturale orientale.

- Parcuri și spații verzi  1. Grădina Botanică „Anastasie Fătu” – cea mai veche grădină botanică din România, ideală pentru plimbări liniștite.  2. Parcul Copou – romantic și istoric, unde se află Teiul lui Eminescu.  3. Parcul Expoziției – loc ideal pentru relaxare și evenimente.  4. Lacul Ciric – pentru activități de agrement (hidrobiciclete, plimbări).

- Muzee și galerii  1. Muzeul de Artă – în Palatul Culturii, cu lucrări semnate Grigorescu, Luchian, Tonitza.  2. Muzeul Literaturii Române – cu filiale în mai multe case memoriale.  3. Muzeul Unirii – legat de evenimentele istorice ale Unirii din 1859.  4. Muzeul „Poni-Cernătescu” – casă memorială a unui savant ieșean important.

- Alte atracții  1. Turnul cu Ceas – din Palatul Culturii, oferă o panoramă superbă asupra orașului.  2. Biblioteca Centrală Universitară „Mihai Eminescu” – una dintre cele mai frumoase biblioteci din țară. 3. Pasajul „Octav Băncilă” – pasaj subteran pietonal plin de artă urbană.  4. Strada Lăpușneanu – una dintre cele mai vechi străzi din Iași, perfectă pentru plimbări, cafenele și librării.